# Rhipidomys mastacalis
Rhipidomys mastacalis (Lund, 1840) è un roditore della famiglia dei Cricetidi endemico del Brasile.

## Descrizione

### Dimensioni
Roditore di medie dimensioni, con la lunghezza della testa e del corpo tra 124 e 151 mm, la lunghezza della coda tra 147 e 167 mm, la lunghezza del piede tra 26 e 30 mm, la lunghezza delle orecchie tra 20 e 22 mm e un peso fino a 100 g.

### Aspetto
Le parti dorsali variano dal bruno-grigiastro al bruno-rossastro, mentre le parti ventrali sono bianche o color crema. Le orecchie sono relativamente grandi e marroni. I piedi sono larghi e con una macchia scura dorsale che si estende fino alla base delle dita. La coda è più lunga della testa e del corpo, è uniformemente marrone scura, cosparsa di corti peli e termina con un piccolo ciuffo di peli. Il cariotipo è 2n=44 FN=76,80.

## Biologia

### Comportamento
È una specie arboricola. Spesso è catturato all'interno delle case.

### Alimentazione
Si nutre di semi.

### Riproduzione
Femmine gravide sono state catturate da ottobre a dicembre.

## Distribuzione e habitat
Questa specie è diffusa nelle foreste atlantiche del Brasile orientale, negli stati di Alagoas, Bahia, Ceará, Espírito Santo, Goiás, Minas Gerais, Paraíba, Pernambuco, Rio de Janeiro e Sergipe.
Vive nelle foreste pluviali e paludose.

## Conservazione
La IUCN Red List, considerato il vasto areale e la popolazione presumibilmente numerosa, classifica R.mastacalis come specie a rischio minimo (Least Concern).